# Max Niedermann
Max Niedermann (Winterthur, Suiza , 19 de mayo de 1874 - Neuchâtel, 12 de enero de 1954) fue un político, profesor y filólogo clásico suizo.

## Biografía
Max Niedemann era hijo de la familia de comerciantes originaria de Sirnach, en el cantón suizo de Turgovia, formada por Jakob y Regula Susanna (apellido de soltera, Stolz). En 1901 se casó con Jeanne Augusta Pierrehumbert. Realizó los estudios de bachillerato en Winterthur. Desde 1893 hasta 1894 estudió en la Universidad de Zúrich y de 1894 a 1897 en la Universidad de Basilea. 
En 1897 se doctoró con la tesis e und i im Lateinischen. Ein Beitrag zur Geschichte des lateinischen Vokalismus (e e i en latín. Un aporte a la historia del vocalismo latino). Después de diferentes estancias en París desde 1897 hasta 1899 y en Friburgo de Brisgovia, trabajó de 1900 a 1906 como profesor en el Instituto de La Chaux-de-Fonds. A continuación fue catedrático no numerario, desde 1909 hasta 1911 catedrático supernumerario, de 1911 a 1925 catedrático titular en la Universidad de Basilea de Lingüística Comparada y sánscrito. En 1925 abandonó Basilea para ocupar el cargo de catedrático de Lengua y Literatura Latina al igual que Lingüística General en la Universidad de Neuchatel. De 1933 a 1935 fue Rector y a partir de 1944 Catedrático Emérito.
Niedermann fue miembro del Comitato permanente par l'Etrurie, de la Sociedad filológica letona y a partir de 1946 académico del Instituto de Francia. Publicó más de 300 trabajos sobre etimología latina, glosas latinas, latín vulgar y crítica textual.

## Actividades políticas
En el año 1919 visitó a petición del Departamento federal de Justicia y orden público los campos de internamiento franceses, donde estaban acogidos los refugiados de las Potencias Centrales. Desde 1937 hasta 1945 fue diputado del partido liberal en el Consejo General de Neuchatel. En el año 1945 participó en una serie de conferencias sobre la cuestión de los refugiados lituanos en Yverdon. Otra preocupación fue la situación política de los países bálticos y su cultura.

## Menciones
- 1929 Doctor honoris causa de la Universidad de Letonia de Riga
- 1944 Doctor honoris causa de la Universidad de Ginebra
- 1947 Doctor honoris causa de la Universidad de Besanzón

## Obras
- Précis de phonétique historique du latin (1906)
- Proben aus der sogenannten Mulomedicina Chironis, Buch II und III (1910)
- Marcelli de medicamentis liber (1916)
- Wörterbuch der litauischen Schriftsprache. Litauisch-Deutsch
- Titus Maccius Plautus. Aulularia, Menaechmi, Mostellaria (1947)
- M. Fabii Quintiliani Institutionis oratoriae libri primi capita de gramatica (I 4-8) (1947)
- Litauen nach dem Krieg (1918)
- Polen und Litauen (1919)
- La catastrophe polonaise (1920)